# 标致307
标致307（Peugeot 307）是法国标致于2001年推出的一個汽車（Compact Car）車系。307曾被歐洲媒體票选为2002年的欧洲年度风云车（European Car of the Year）。

## 背景
標緻307的前身，是2000年巴黎車展（法文：Mondial de l'Automobile）中推出的概念車「普羅米修斯」（Peugeot Prométhée），並且在2001年時正式在欧洲市场上推出，作為表現极成功的标致306之后续替代车型。標誌306曾被视为同級距中表現最佳的幾款車種之一，直到1997年時四代（VW Golf Mk IV）與沃克斯霍爾／欧宝（Vauxhall/Opel）Astra二代等幾款新車問世，才逐漸將306的鋒芒蓋過。
1998年時歐洲福特發表了他們用來取代暢銷車種Ford Escort的後繼新車福克斯，在這一眾後起新秀的對手車款帶來的強大壓力之下，上市已超過四年的標緻306已顯得過時。因此，推出一輛全新替代车型势在必行，也因此促成了2001年307的正式推出。

## 基本設定

### 車型設計
標緻307是以前代車款306的底盤為基礎所發展而來，使用相同底盤的還包括同屬PSA集團、雪铁龙旗下的（Xsara與306是雙生車系）及Xsara的前身ZX。但相對於其他幾款孿生車型，307無論在視覺上還是實際尺碼上都顯得加大許多，使得它無論是在造型設計上還是車身比例上，都比較趨近於一輛小型的多用途车（multi purpose vehicle，MPV，又稱為「休旅車」）。 
2001年3月307車系上市初期，仅有3门和5门兩種掀背車款可選，但之後車廠方面又陸續在2002年與2003年的日內瓦車展中推出五門旅行車款以及雙門四座的機械硬頂式敞篷車307CC。其中，五門旅行車共有兩種車款，分別命名為307 Break和307SW（SW是旅行車Station Wagon的縮寫），在車身構造上Break與SW是一模一樣的，他們的主要分別在於Break是传统的5人座、後方為置物區之傳統旅行車配置，但307 SW卻配置有第三排可折叠座椅，以搶佔當時逐漸開始流行的5+2轎式休旅車市場，空間的運用靈活性使它在功能上與MPV較為接近。除了用途上的差異外，外觀上SW款车标准配置镀铬车顶行李架和可开启的天窗，是幾處勉強可辨認SW與Break的差異點。307 SW的存在給了標緻車廠角逐MPV市場的機會，但又不必像姊妹車廠雪鐵龍車廠一般，額外增加一个小型MPV的副产品线（Xsara Picasso），需要較高的投資成本。
307採用了標緻自206和607兩車系起就開始采用的新设计風格，外觀特色上包括向上弯曲的前灯，和倾斜度很大的发动机盖，大斜度的前挡玻璃使307看起来与306差异很大，也与标致传统較為方正的优雅设计风格不一样。自206開始的幾款標緻新車與标致205開始到标致406（1995年）之間的車款造型，很明顯看得出是屬於截然不同的兩種世代。
在2004年，4门版307轿车在中國大陸推出，是由PSA集团的合资企业神龙汽车有限公司专为中国市场生产。與前一代的306不大相同，307四門版並沒有在歐洲本土上市。

### 引擎
307車系配置的引擎清一色皆採直列四缸設計，排氣量自1.4升到2.0升不等，當然也包括了在歐洲地區非常普遍的柴油引擎版本。部分引擎雖屬同一系列或甚至基本結構相同，但因為使用車款的差異擁有不同的細節設定，而擁有截然不同的輸出表現。
- 1.4升（1360 cc），車廠代號ET3，直列四缸汽油引擎，最大馬力90PS（89hp/66kW），最大扭力136牛頓米（13.9公斤米／100磅呎）

- 1.6升（1587 cc），車廠代號TU5，直列四缸汽油引擎，最大馬力110PS（108hp/81kW），最大扭力149牛頓米（15.2公斤米／110磅呎）

- 1.6升（1587 cc），車廠代號EC5，直列四缸汽油引擎，最大馬力117PS（115hp/86kW），最大扭力150牛頓米（15.3公斤米／111磅呎）

- 1.6升（1560 cc），車廠代號DV6 HDi（與福特共同開發，福特代號DLD-416），直列四缸渦輪增壓柴油引擎，依設定版本不同最大馬力90至110PS（89 - 108hp/66 - 81kW），最大扭力218到240牛頓米（22.2 - 24.5公斤米／161 - 177磅呎）

- 2.0升（1997 cc），車廠代號EW10J4，直列四缸16阀汽油引擎，最大馬力140PS（138hp/103kW），最大扭力198牛頓米（20公斤米／110磅呎）

- 2.0升（1997 cc），車廠代號DW10 HDi，直列四缸渦輪增壓柴油引擎，最大馬力136PS（134hp/100kW），最大扭力325牛頓米（33.1公斤米／240磅呎）

- 2.0升（1997 cc），車廠代號EW10J4S，直列四缸16氣門汽油引擎，最大馬力180PS（178hp/132kW），最大扭力206牛頓米（21.0公斤米／152磅呎）

- 2.0升（1997 cc），車廠代號EW1010A，直列四缸16氣門汽油引擎，最大馬力140PS（138hp/103kW），最大扭力200牛頓米（20.5公斤米／148磅呎）

### 底盤
如同其他標緻旗下的車系，307也是一款採用前置引擎前輪驅動（FF）底盤設計的車種，引擎與變速箱皆為橫向擺放。在懸吊系統的設定方面，前車軸為麥花臣支柱式（McPharson strut）設計，後軸則由306車系的全拖曳臂設計改為操控與乘坐舒適性表現較優秀的半拖曳臂式（Semi-Trailing Arm），避震器（Damper）與圈簧（Coil Spring）為非同軸安排。

### 小改款
2005年時，因为竞争者的冲击，投产4年之久的标致307车系進行了局部的小改款（facelift），並以「新307」（Nouvelle 307）的名號包裝登場，改款的重點主要集中在外觀與內裝方面的改變。外观上，车身前部进行了重新设计，采用了修改过的车灯，新的发动机盖，并取消了大灯之间的水箱格栅，其它的更动包括全新的前保险杠，车身前部的超大的前进风口（首見於407車系），現在已经是标致的新家族特徵。
在车身内部，仪表板的设计基本相同，但換用了一些新的高品質材料。

### 海外市场改版

#### 307三厢轿车版
307三厢轿车版专为阿根廷和中国这样的新兴市场开发，并于2004年6月在阿根廷和中国投产，不在法国销售。从2007年开始，换用新307的外观。2010年以来三厢版307正逐步被408取代。
在中国，三厢版307依照发动机排氣量與变速箱型式的不同，共有四種車型組合：
- 1.6升手动
- 1.6升自动
- 2.0升手动
- 2.0升自动

全車系皆可使用乙醇汽油，並達到179至196公里/小時不等的極速。

#### 东风标致308
2011年的成都车展上发布的东风标致308是一款原东风标致307的升级款，并非之前欧洲销售的标致308。该车外观采用类似于标致508的新设计。

## 賽車運動

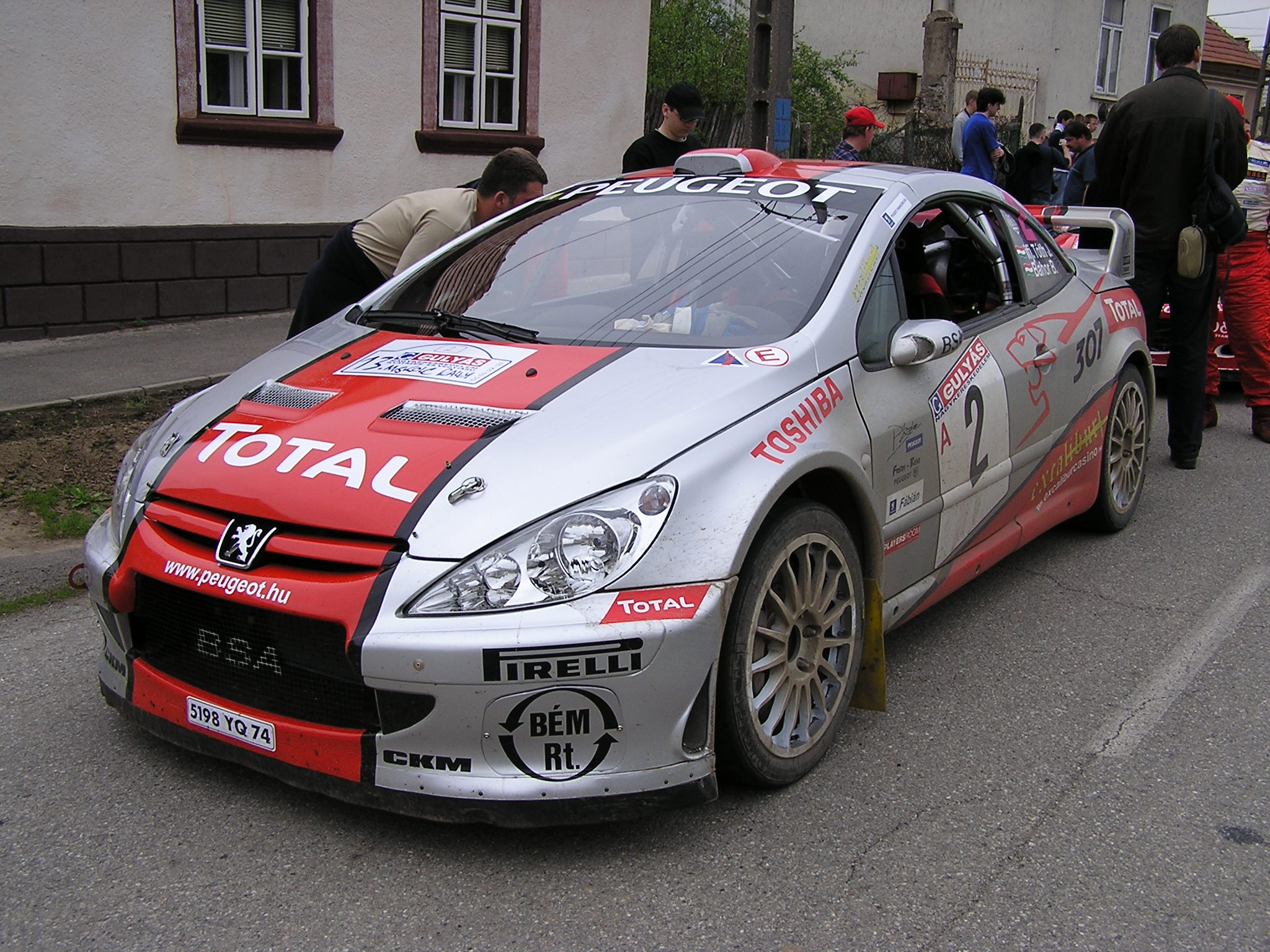
賽車版

標緻汽車長年來一直是越野賽車的積極參與廠商，尤其近年來更是對參與世界拉力锦标赛（World Rally Championship，WRC）的活動不遺餘力。為了配合新車系的上市，307 WRC从2004年开始取代了非常成功的206 WRC。这款經常被暱稱為“飞蛙”（The flying frog）或“鲸鱼”（Whale）的新版賽車，是以車系中雙门开蓬版的307 CC為基礎改造而成。在登場初期307 WRC曾因为变速箱问题饱受困扰，一直到標緻車隊都已經計畫要停止以原廠車隊的身份參賽、賽季快要結束前，才開始漸入佳境競爭力逐漸提升。直到2005年底PSA集團（包括標緻與雪鐵龍兩個車隊）正式自一線越野賽事領域撤退為止，307 WRC在它不長的參賽生涯中曾經獲得過三場分站冠軍，包括2004年與2005年的芬蘭拉力大賽（Neste Rally Finland，舊稱「千湖拉力大賽」，1000 Lakes Rally），與2005年的日本拉力大賽，三場單站冠軍都是由兩屆世界冠軍（Marcus Gronholm）所包辦。
在2005年9月18日於英國威爾斯地區舉辦的英國拉力大賽（Wales Rally GB）中，由马尔科·马丁（Markko Märtin）所駕駛的307 WRC賽車不幸在比賽的過程中撞上一棵树，激烈的衝擊造成副駕駛（Michael Park）当场身亡。這次的嚴重意外，是WRC賽史上自1993年之後的第一起死亡事故。

## 外部連結
- 標緻汽車國際官方網站 （页面存档备份，存于）（英文，法文）
- 標緻車隊（Peugeot Sport）（法文）
- 东风标致307官方网站（簡體中文）
- 东风标致308官方网站（簡體中文）
- 標緻汽車台灣官方網站 （页面存档备份，存于）（繁體中文）